# Ahmed Mekki
Ahmed Mekki, (en arabe: أحمد مكي) né 5 janvier 1941, est un homme politique égyptien. Il est l'ancien ministre de la Justice d’Égypte ,.

## Biographie
Il est diplômé de la Faculté de droit de l'Université d'Alexandrie en 1961, et après avoir obtenu son diplôme, il a été nommé assistant du ministère public, et il a augmenté ses fonctions jusqu'à ce qu'il soit nommé consultant à la Cour de cassation égyptienne en août. 20, 1985, alors vice-président de la Cour de cassation avec effet au 3 décembre 1989.
Makki a assumé la présidence de la Cour des valeurs, et a également été membre du Conseil supérieur de la magistrature [?] Au cours de l'année (2010-2011) en raison de son ancienneté parmi les conseillers de la Cour de cassation, ce qui l'a conduit à la poste de deuxième vice-président de la Cour de cassation, jusqu'à ce qu'il soit transféré à la pension le 30 juin 2011 après avoir atteint l'âge officiel de la retraite dans la magistrature, qui est limité à 70 ans.
Après sa retraite, il a été chargé par le conseiller Husam al-Gharyani, chef de la Cour de cassation et du Conseil supérieur de la magistrature (anciennement) de diriger un comité qui étudie et prépare des propositions visant à modifier la loi sur le pouvoir judiciaire et à rédiger une nouvelle loi.

## Ministre de la Justice
Ahmed Makki a été nommé ministre de la Justice sous l'ancien président Mohamed Morsi dans la première formation du gouvernement d'Hisham Qandil, et il a démissionné de son poste en avril 2013 après que des protestations aient exigé sa démission.

## Après le ministère
Après le coup d'État de 2013, il a déclaré que c'était le ministère de la Défense qui avait recommandé au président Mohamed Morsi d'imposer l'état d'urgence dans les villes du canal. Il a dit que la Fraternité avait échoué et échoué, et que «tout l'État profond était sur eux, que ce soit les médias, les institutions judiciaires et le Judges Club». 